# Micranurophorus valdelatensis
Micranurophorus valdelatensis är en urinsektsart som beskrevs av Simòn-Benito, Luciàñez Sànchez och Ruiz Ortega 1996. Micranurophorus valdelatensis ingår i släktet Micranurophorus och familjen Isotomidae. Inga underarter finns listade i Catalogue of Life.